# 二川滋夫
二川 滋夫（ふたがわ しげお、1943年 - ）は、日本のアマチュアマジシャン。神奈川県横浜市生まれ。慶應義塾大学工学部卒。
高校一年生から奇術を始め、奇術関係の書籍を多数執筆している。高校の数学教師や学習塾の経営も経験している。また1984年には第17回石田天海賞を受賞した。
現在は横浜にて奇術用具店を経営。

## 主な著作
- 『コインマジック事典』（高木重朗との共著）　東京堂出版、1986年。
- 『奇術入門シリーズ　コインマジック』　東京堂出版、1987年。
- 『奇術入門シリーズ　テーブルマジック』　東京堂出版、1993年。
- 『基礎からはじめるコインマジック』　東京堂出版、2006年。
- 『コインマジック事典　新装版』（1986年刊行の 『コインマジック事典』 の新装版）　東京堂出版、2017年。